# Parlamentsvalget i Portugal 1995
Parlamentsvalget i Portugal 1995 blev afholdt den 1. oktober 1995

## Resultat
| Parti                                                     | Stemmer   | %      | Mandater | Ændring |
| Socialistisk Parti (PS)                                   | 2.583.755 | 43,76  | 112      | +40     |
| Partido Social Demócrata (PSD)                            | 2.014.589 | 34,12  | 88       | -47     |
| Centro Democrático Social-Partido Popular (CDS-PP)        | 534.470   | 9,05   | 15       | +10     |
| Coalición Democrática Unitaria (CDU)                      | 506.157   | 8,57   | 15       | -2      |
| PCTP/MRPP                                                 | 41.137    | 0,70   | 0        | =       |
| Partido Socialista Revolucionario (PSR)                   | 37.638    | 0,64   | 0        | =       |
| Unión Democrática Popular (UDP)                           | 33.876    | 0,57   | 0        | =       |
| Partido de la Solidaridad Nacional (PSN)                  | 12.613    | 0,21   | 0        | -1      |
| Partido del Pueblo (PG)                                   | 8.279     | 0,14   | 0        | -       |
| Partido de la Tierra (MPT)                                | 8.235     | 0,14   | 0        | -       |
| Partido de la Tierra/Partido Popular Monárquico (MPT/PPM) | 5.932     | 0,10   | 0        | -       |
| Movimiento por la Unidad de los Trabajadores (MUT)        | 2.544     | 0,04   | 0        | -       |
| Partido Democrático del Atlántico (PDA)                   | 2.536     | 0,04   | 0        | =       |
| Blanke                                                    | 45.793    | 0,78   |          |         |
| Ugyldige stemmesedler                                     | 67.300    | 1,14   |          |         |
| Total                                                     | 5.904.854 | 100,00 | 230      |         |